# Кузьмин, Александр Васильевич
Александр Васильевич Кузьмин (5 сентября 1909, Андижан, Ферганская область, Российская империя — 13 ноября 1965, Севастополь, СССР) — советский военно-морской деятель, вице-адмирал (09.05.1961).

## Биография
Родился 5 сентября 1909 года в городе Андижан, ныне в Узбекистане. Русский.

### Военная служба

#### Межвоенные годы
С октября 1925 года — курсант Военно-морского училища имени М. В. Фрунзе. В октябре 1931 года, после окончания училища, направлен в бригаду торпедных катеров Черноморского флота, где служит: командиром командиром взвода учебного отряда, с января 1932 года — командиром торпедного катера, а с сентября 1932 года — командиром звена торпедных катеров.
В ноябре 1933 года переводится в бригаду торпедных катеров Тихоокеанского флота где служит: минёром отряда торпедных катеров, с июля 1932 года — командиром звена торпедных катеров, с октября 1933 года — командиром 2-го отряда торпедных катеров, с декабря 1937 года — командиром дивизиона торпедных катеров, с февраля 1938 года — начальником штаба бригады, а с ноября 1939 года — командиром бригады. Член ВКП(б) с 1940 года.

#### Великая Отечественная война
С началом войны в прежней должности. Задачей бригады являлась оборона побережья и морских коммуникаций в районах Татарского пролива и Охотского моря. За успешное выполнение поставленных задач, командир бригады капитан 2-го ранга Кузьмин был награждён орденом Красной Звезды. В октябре 1943 года, как один из опытных катерников-торпедников был командирован на Черноморский флот, где принял участие в Керченской операции, после окончания операции, в декабре 1943 года возвратился на прежнее место службы.
С февраля 1944 года — командир бригады торпедных катеров Северного флота. Приняв командование бригадой несмотря на большие трудности связанные с оборудованием базы торпедных катеров и освоением новой техники — американских катеров типа «Хигинс» и «Воспер», сумел поставить боевую подготовку так что бригада за кратчайшее время нанесла чувствительный урон противнику. Так, к июлю 1944 года бригада под его командованием потопила 19 кораблей противника общим водоизмещением 41 000 тонн, из них: 6 транспортов, 1 танкер, 7 сторожевых кораблей, 2 артиллерийсих катера, 8 самоходных барж. Также было повреждено 5 вражеских кораблей общим водоизмещением 6 900 тонн. За что капитан 1-го ранга Кузьмин был награждён орденом Красного Знамени.
15 июля и 19 августа 1944 года бригада под командованием Кузьмина провела две успешные атаки на вражеские конвои в результате которых было уничтожено и потоплено 4 миноносца, 5 транспортов, 3 тральщика, 9 сторожевых кораблей. За эти действия командир бригады Кузьмин был награждён орденом Ушакова 2-й степени. 14 сентября 1944 года в районе Варде торпедными катерами бригады был потоплен миноносец и тральщик противника, а на следующий день в районе Суолавуоно разгромлен передний отряд конвоя и потоплено 5 кораблей противника. 18 октября во Варангер-фьорде потоплено ещё 5 судов, два из которых были крупные теплоходы. В октябре 1944 года бригада приняла участие в Петсамо-Киркенесской операции, где успешно обеспечивала доставку, высадку и прикрытие морских десантов в районе Киркенес — Лиинахамари. За время всех перечисленных морских операций бригада не потеряла ни одного своего торпедного катера. За что, комбриг Кузьмин был награждён вторым орденом Красного Знамени и норвежским Крестом Свободы.
В апреле 1945 года капитан 1-го ранга Кузьмин назначен командиром бригады торпедных катеров Балтийского флота, которая оказывала содействие приморским флангам в наступательных операциях в Прибалтике, Восточной Пруссии и Восточной Померании. 24 мая 1945 года Кузьмин был награждён орденом Нахимова 1-й степени.
За время войны комбриг Кузьмин был три раза персонально упомянут в благодарственных в приказах Верховного Главнокомандующего.

Могила Кузьмина на кладбище Коммунаров в Севастополе.

#### Послевоенное время
После войны продолжил командовать бригадой подчинённой с апреля 1946 года Юго-Балтийскому флоту. В мае 1947 года окончил академические курсы офицерского состава при Военно-морской академии имени К. Е. Ворошилова. С июля 1947 года Кузьмин находился в распоряжении Управления по внешним связям Генштаба ВС СССР. С августа 1947 года — старший морской советник ВМФ Югославской армии. В марте 1948 года отозван со всем аппаратом советников и находился в распоряжении Управления по внешним сношениям Генштаба. С июля 1948 года командир Кронштатской Военно-морской базы 8-го ВМФ. С ноября 1949 года контр-адмирал Кузьмин назначен старшим советником по ВМС в Китайской Народной Республике. Из аттестации (1952): «Проделал большую работу по созданию военно-морских сил и оказал большую помощь в организации и подготовке военно-морских специалистов, умело и целеустремленно руководил советническим аппаратом. Пользовался авторитетом у китайского командования и советнического аппарата».
С декабря 1951 года — командующий Каспийской флотилии ВМФ СССР. С ноября 1954 года — слушатель военно-морского факультета Высшей военной академия имени К. Е. Ворошилова. После окончания академии, вновь командует Каспийской флотилией. Депутат Верховного Совета Азербайджанской ССР 5-го созыва (1959—1962). Из аттестации (1959): «Имеет хорошую оперативно-тактическую подготовку… Задачи, поставленные по оперативной подготовке, флотилией в основном выполнены. Большое внимание уделяется взаимодействию с Бакинским округом ПВО и сухопутными частями. Боевой подготовке на флотилии уделяет большое внимание. Лично много занимается с командирами кораблей и частей. План боевой подготовки флотилией выполняется».
С июля 1960 года — начальник Черноморского высшего военно-морского училища им. П. С. Нахимова. 9 мая 1961 года ему было присвоено воинское звание вице-адмирал.
Скончался 13 ноября 1965 года в Севастополе. Похоронен на кладбище Коммунаров.

## Награды
СССР
- орден Ленина (15.11.1950)[5][6];
- четыре ордена Красного Знамени (11.07.1944[7], 07.11.1944[8], 10.11.1945[5][6], 30.12.1956[9][6]);
- орден Нахимова I степени (24.05.1945)[10];
- орден Ушакова II степени (04.10.1944)[11];
- два ордена Красной Звезды (31.05.1943[12], 03.11.1944[13][6])
  - медали в том числе:
  - «За оборону Советского Заполярья» (1944)[5];
  - «За победу над Германией в Великой Отечественной войне 1941—1945 гг.» (15.08.1945)[14];
  - «За взятие Кёнигсберга» (30.03.1946)[15]

Приказы (благодарности) Верховного Главнокомандующего в которых отмечен А. В. Кузьмин.
- За овладение городом Петсамо (Печенга) — важной военно-морской базой и мощным опорным пунктом обороны немцев на Крайнем Севере. 15 октября 1944 года № 197.
- За пересечение государственной границы Норвегии и в трудных условиях Заполярья овладением городом Киркенес — важным портом в Баренцевом море. 25 октября 1944 года № 205.
- За полное освобождение Печенгской (Петсамской) области от немецких захватчиков. 1 ноября 1944 года № 208.

Других стран
- крест Свободы (Норвегия)[16];
- медаль «Китайско-советской дружбы» (КНР)